# Liste des sites classés et inscrits de l'Orne
Cet article recense les sites classés et inscrits dans l'Orne, en France.

## Listes

### Méthodologie
Les données compilées ci-dessous proviennent du ministère de la Culture,. La date correspond à celle de la première protection du site (par arrêté ou décret). Les coordonnées sont celles du barycentre de la surface protégée.

### Sites classés
Le tableau suivant recense les sites classés de l'Orne en 2023.
| Site                                                                         | Commune(s) | Date              | Superficie (ha) | Notes | Coordonnées                        | Photo |
| ---------------------------------------------------------------------------- | --- | ----------------- | --------------- | --- | ---------------------------------- | ----- |
| Fuie de Courteilles                                                          | Alençon | 4 mai 1943        | 0,67            | | 48° 26′ 06″ nord, 0° 06′ 40″ est   |       |
| Château du Vieux-Bourg et parc                                               | Argentan, Boischampré | 16 novembre 1943  | 11              | Le château est situé sur l'ancienne commune de Saint-Christophe-le-Jajolet                                                               | 48° 41′ 02″ nord, 0° 00′ 07″ est   |       |
| Chêne au muet                                                                | Athis-Val de Rouvre | 10 septembre 1921 | 0,01            | Ancienne commune d'Athis-de-l'Orne | 48° 47′ 13″ nord, 0° 28′ 48″ ouest |       |
| Moulin de la Manigoterie                                                     | Athis-Val de Rouvre | 8 janvier 1943    | 4               | Ancienne commune des Tourailles | 48° 45′ 32″ nord, 0° 24′ 04″ ouest |       |
| Vallées de l'Orne et de la Rouvre                                            | Athis-Val de Rouvre, Bazoches-au-Houlme, Les Isles-Bardel, Ménil-Hermei, Ménil-Hubert-sur-Orne, Putanges-le-Lac, Saint-Philbert-sur-Orne                              | 28 septembre 2011 | 2 274           | | 48° 49′ 01″ nord, 0° 20′ 42″ ouest |       |
| Vieux manoir de la Tour aux Anglais et abords                                | Aunou-le-Faucon | 2 décembre 1943   | 1               | Manoir : Inscrit MH (1981) · | 48° 43′ 37″ nord, 0° 02′ 35″ est   |       |
| Partie du parc du château de la Roche-Bagnoles                               | Bagnoles de l'Orne Normandie | 5 mai 1944        | 2               | Ancienne commune de Bagnoles-de-l'Orne. La partie classée concerne l'extrémité nord du parc ; le reste est inscrit.                      | 48° 33′ 22″ nord, 0° 25′ 08″ ouest |       |
| Pierre de l'Empreinte du pas des bœufs                                       | Bagnoles de l'Orne Normandie | 24 septembre 1925 | 0,07            | Ancienne commune de Bagnoles-de-l'Orne                                                                                                   | 48° 33′ 32″ nord, 0° 25′ 23″ ouest |       |
| Roc au Chien                                                                 | Bagnoles de l'Orne Normandie | 17 juillet 1908   | 0,22            | Ancienne commune de Bagnoles-de-l'Orne                                                                                                   | 48° 33′ 18″ nord, 0° 25′ 05″ ouest |       |
| Camp celtique de Bierre                                                      | Bailleul, Merri, Ommoy | 7 septembre 1908  | 14              | | 48° 49′ 59″ nord, 0° 03′ 11″ ouest |       |
| Buttes du château et du Mont-Brûlé                                           | Banvou, La Ferrière-aux-Étangs, Le Châtellier, Saint-Mars-d'Égrenne                                                                                                   | 17 juin 1994      | 69              | | 48° 40′ 34″ nord, 0° 33′ 14″ ouest |       |
| Éperon et vieille église de la Perrière                                      | Belforêt-en-Perche | 22 août 1932      | 0,75            | Ancienne commune de La Perrière | 48° 23′ 24″ nord, 0° 26′ 20″ est   |       |
| Parc et château du Tertre                                                    | Belforêt-en-Perche, Saint-Martin-du-Vieux-Bellême | 26 juin 1967      | 10              | Ancienne commune de Sérigny · Château : Classé MH (1979) · Parc : Jardin remarquable                                                     | 48° 23′ 13″ nord, 0° 34′ 44″ est   |       |
| Forêt de Réno-Valdieu et ses abords                                          | Bizou, Corbon, Cour-Maugis sur Huisne, Courgeon, Feings, La Chapelle-Montligeon, Longny les Villages, Saint-Mard-de-Réno, Tourouvre au Perche, Villiers-sous-Mortagne | 11 juillet 2003   | 5 830           | | 48° 30′ 04″ nord, 0° 40′ 52″ est   |       |
| Parc et abords du château de Sassy                                           | Boischampré | 13 décembre 1943  | 107             | Ancienne commune de Saint-Christophe-le-Jajolet · Château : Inscrit MH (1932) · Parc : Jardin remarquable                                | 48° 39′ 22″ nord, 0° 00′ 04″ est   |       |
| Couloir de la mort                                                           | Champosoult, Coudehard, Gouffern en Auge, Mont-Ormel, Neauphe-sur-Dive, Saint-Lambert-sur-Dive, Tournai-sur-Dive                                                      | 11 mai 2006       | 2 000           | | 48° 49′ 41″ nord, 0° 06′ 25″ est   |       |
| Domaine de Glatigny                                                          | Cuissai | 22 novembre 1943  | 19              | | 48° 28′ 55″ nord, 0° 00′ 11″ est   |       |
| Facade ouest des rochers du Vieux-Donjon                                     | Domfront en Poiraie | 12 février 1924   | 1               | Ancienne commune de Domfront | 48° 35′ 42″ nord, 0° 39′ 14″ ouest |       |
| Tertre de Sainte-Anne                                                        | Domfront en Poiraie | 28 mai 1925       | 0,59            | Ancienne commune de La Haute-Chapelle | 48° 35′ 42″ nord, 0° 39′ 22″ ouest |       |
| Alpes mancelles                                                              | La Ferrière-Bochard, Saint-Céneri-le-Gérei | 10 janvier 1995   | 65              | | 48° 23′ 02″ nord, 0° 02′ 56″ ouest |       |
| Promenades publiques de Flers                                                | Flers | 2 mai 1908        | 28              | Ancien parc du château | 48° 44′ 53″ nord, 0° 34′ 41″ ouest |       |
| Tilleuls de la place du château de Gacé                                      | Gacé | 10 décembre 1921  | 0,26            | | 48° 47′ 46″ nord, 0° 17′ 46″ est   |       |
| Vieux manoir, dépendances et douves                                          | Gâprée | 22 novembre 1944  | 2               | | 48° 37′ 16″ nord, 0° 17′ 28″ est   |       |
| Château de Giel, moulin de Crèvecœur et abords                               | Giel-Courteilles, Putanges-le-Lac | 28 octobre 1943   | 109             | | 48° 45′ 25″ nord, 0° 13′ 44″ ouest |       |
| Haras du Pin et ses alentours                                                | Ginai, Gouffern en Auge, Le Pin-au-Haras, Nonant-le-Pin, Saint-Germain-de-Clairefeuille                                                                               | 4 septembre 2003  | 1 449           | | 48° 44′ 10″ nord, 0° 09′ 58″ est   |       |
| If du cimetière de Lalacelle                                                 | Lalacelle | 10 mars 1921      | 0,01            | | 48° 28′ 30″ nord, 0° 08′ 42″ ouest |       |
| Chêne de Cossé                                                               | Magny-le-Désert | 12 janvier 1926   | 0,01            | Le chêne s'élève sur le site de la forge de Cossé, à la limite avec Saint-Patrice-du-Désert                                              | 48° 32′ 17″ nord, 0° 18′ 32″ ouest |       |
| If du cimetière du Ménil-Ciboult                                             | Le Ménil-Ciboult | 6 janvier 1921    | 0,01            | | 48° 45′ 50″ nord, 0° 47′ 28″ ouest |       |
| Chapelle et cimetière du Vieux-Montmerrei                                    | Montmerrei | 22 novembre 1943  | 0,48            | | 48° 38′ 56″ nord, 0° 01′ 44″ est   |       |
| Propriété de la Couvière                                                     | Montmerrei, Mortrée | 14 janvier 1944   | 7               | | 48° 37′ 26″ nord, 0° 02′ 35″ est   |       |
| Manoir et parc de Roiville                                                   | Roiville | 26 juin 1944      | 2               | Manoir : Inscrit MH (1981) | 48° 53′ 02″ nord, 0° 13′ 23″ est   |       |
| Croix Feue-Reine                                                             | Saint-Martin-du-Vieux-Bellême | 22 août 1932      | 0,44            | | 48° 21′ 47″ nord, 0° 33′ 00″ est   |       |
| Lavoir, cour des fontaines et maison de maître de l'ancien corps de dressage | Sées | 2 mai 1944        | 3               | | 48° 36′ 25″ nord, 0° 10′ 01″ est   |       |
| Étangs du Grés, du Cachot et de la Forge                                     | Tourouvre au Perche | 28 juillet 1933   | 14              | Ancienne commune de Bresolettes ; étangs en partie compris dans la réserve naturelle régionale de la clairière forestière de Bresolettes | 48° 37′ 30″ nord, 0° 37′ 30″ est   |       |

### Sites inscrits
Le tableau suivant recense les sites inscrits de l'Orne en 2023.
| Site                                                                | Commune(s) | Date              | Superficie (ha) | Notes | Coordonnées                        | Photo |
| ------------------------------------------------------------------- | --- | ----------------- | --------------- | --- | ---------------------------------- | ----- |
| Centre ville d'Alençon                                              | Alençon, Saint-Germain-du-Corbéis | 5 novembre 1975   | 55              | | 48° 25′ 44″ nord, 0° 05′ 06″ est   |       |
| Champ de foire d'Alençon                                            | Alençon | 18 février 1933   | 2               | Espace compris entre les avenues de Quakenbruck et de Bazingstoke à leur débouché sur la place du Général-de-Gaulle | 48° 26′ 06″ nord, 0° 05′ 42″ est   |       |
| Domaine des Feugerets                                               | Appenai-sous-Bellême, La Chapelle-Souëf | 12 décembre 1972  | 4               | Château : Inscrit MH (1981) | 48° 20′ 10″ nord, 0° 35′ 24″ est   |       |
| Château et parc des Tourailles                                      | Athis-Val de Rouvre | 6 mars 1943       | 11              | Ancienne commune des Tourailles | 48° 45′ 29″ nord, 0° 24′ 36″ ouest |       |
| Pont des Tourailles et culées, berges, îlots et abords de la Rouvre | Athis-Val de Rouvre, Craménil, Sainte-Honorine-la-Guillaume, Sainte-Opportune                                                                      | 31 décembre 1942  | 4               | Le pont est très endommagé lors de la retraite des troupes allemandes vers la poche de Falaise en 1944 et remplacé par un pont en béton en 1947. Les ruines sont finalement démolies en 1972, mais la protection est toujours maintenue. | 48° 45′ 18″ nord, 0° 23′ 46″ ouest |       |
| Parc de l'établissement thermal de Bagnoles-de-l'Orne               | Bagnoles de l'Orne Normandie | 9 mars 1934       | 27              | Ancienne commune de Bagnoles-de-l'Orne | 48° 33′ 04″ nord, 0° 24′ 47″ ouest |       |
| Parc du château de la Roche-Bagnoles                                | Bagnoles de l'Orne Normandie | 20 avril 1940     | 13              | Ancienne commune de Bagnoles-de-l'Orne | 48° 33′ 11″ nord, 0° 25′ 16″ ouest |       |
| Terrains prolongeant le parc du château de la Roche-Bagnoles        | Bagnoles de l'Orne Normandie | 30 août 1935      | 2               | Ancienne commune de Bagnoles-de-l'Orne | 48° 33′ 22″ nord, 0° 25′ 12″ ouest |       |
| Vaudobin                                                            | Bailleul | 17 novembre 1931  | 2               | | 48° 49′ 26″ nord, 0° 01′ 01″ ouest |       |
| Bourg et abords de La Perrière                                      | Belforêt-en-Perche | 15 septembre 1977 | 11              | Ancienne commune de La Perrière | 48° 23′ 24″ nord, 0° 26′ 28″ est   |       |
| Fontaine et étang de la Herse                                       | Belforêt-en-Perche, Saint-Martin-du-Vieux-Bellême                                                                                                  | 10 mars 1976      | 3               | | 48° 24′ 11″ nord, 0° 33′ 04″ est   |       |
| Perspectives du château du Tertre                                   | Belforêt-en-Perche, Bellême, Saint-Martin-du-Vieux-Bellême                                                                                         | 28 juin 1967      | 132             | | 48° 23′ 06″ nord, 0° 34′ 12″ est   |       |
| Étangs et abords                                                    | Boischampré | 14 février 1944   | 149             | Ancienne commune de Vrigny | 48° 39′ 22″ nord, 0° 01′ 41″ ouest |       |
| Domaine de Villiers                                                 | Boitron, Essay | 9 juillet 1943    | 76              | | 48° 33′ 40″ nord, 0° 13′ 44″ est   |       |
| Église Saint-Gervais et cimetière                                   | Briouze | 18 septembre 1943 | 0,46            | Chapelle : Inscrit MH (1975) | 48° 42′ 14″ nord, 0° 22′ 12″ ouest |       |
| Jardins et abords du château de Carrouges                           | Carrouges, Saint-Martin-des-Landes | 28 avril 1934     | 46              | | 48° 33′ 25″ nord, 0° 08′ 56″ ouest |       |
| Domaine de Blanchelande                                             | Le Cercueil, Montmerrei, Mortrée | 28 juin 1943      | 88              | | 48° 36′ 36″ nord, 0° 02′ 06″ est   |       |
| Domaine du château de Lonrai                                        | Colombiers, Lonrai | 26 août 1943      | 167             | | 48° 27′ 43″ nord, 0° 03′ 07″ est   |       |
| Ferme du Crocq et abords                                            | Colombiers | 26 août 1943      | 14              | | 48° 28′ 30″ nord, 0° 02′ 49″ est   |       |
| Forêt de Réno-Valdieu                                               | Cour-Maugis sur Huisne, Courgeon, Feings, La Chapelle-Montligeon, Longny les Villages, Rémalard en Perche, Saint-Mard-de-Réno, Tourouvre au Perche | 8 janvier 1976    | 218             | | 48° 29′ 56″ nord, 0° 40′ 23″ est   |       |
| Pierre druidique dans le bois de Saint-Laurent                      | Cour-Maugis sur Huisne | 25 août 1933      | 0,12            | Ancienne commune de Boissy-Maugis · Dolmen : Inscrit MH (1949) | 48° 27′ 58″ nord, 0° 45′ 04″ est   |       |
| Château de Couasme et abords                                        | Dame-Marie | 3 décembre 1973   | 18              | | 48° 22′ 19″ nord, 0° 37′ 16″ est   |       |
| Abords de la fosse Arthour                                          | Domfront en Poiraie, Lonlay-l'Abbaye, Saint-Georges-de-Rouelley                                                                                    | 10 octobre 1966   | 97              | La protection s'étend sur le département voisin de la Manche | 48° 37′ 01″ nord, 0° 44′ 46″ ouest |       |
| Centre ancien de Domfront                                           | Domfront en Poiraie | 23 septembre 1982 | 417             | Ancienne commune de Domfront | 48° 35′ 28″ nord, 0° 38′ 56″ ouest |       |
| Rochers aux abords de Domfront                                      | Domfront en Poiraie | 22 avril 1932     | 0,32            | Ancienne commune de La Haute-Chapelle | 48° 35′ 38″ nord, 0° 39′ 25″ ouest |       |
| Bourg ancien de Dompierre                                           | Dompierre | 30 octobre 1975   | 1               | | 48° 37′ 55″ nord, 0° 33′ 04″ ouest |       |
| Champ de foire et route avec triple rangée d'arbres                 | Écouché-les-Vallées | 4 janvier 1943    | 2               | Ancienne commune d'Écouché | 48° 43′ 01″ nord, 0° 07′ 16″ ouest |       |
| Rocher de Ménil-Glaise                                              | Écouché-les-Vallées | 12 mars 1943      | 20              | Ancienne commune de Batilly | 48° 44′ 24″ nord, 0° 10′ 34″ ouest |       |
| Château de Monceaux et abords                                       | La Ferté Macé, Méhoudin, Saint-Ouen-le-Brisoult | 3 mars 1944       | 112             | Château : Inscrit MH (1993) | 48° 30′ 43″ nord, 0° 22′ 12″ ouest |       |
| Église et cimetière                                                 | Gâprée | 22 novembre 1943  | 0,19            | | 48° 37′ 19″ nord, 0° 17′ 28″ est   |       |
| Logis et abords                                                     | Héloup | 3 décembre 1973   | 21              | | 48° 23′ 46″ nord, 0° 00′ 43″ est   |       |
| Clairière de Bresolettes et haute vallée de l'Avre                  | Irai, Les Aspres, Tourouvre au Perche | 13 février 1985   | 441             | Ancienne commune de Bresolettes | 48° 38′ 17″ nord, 0° 38′ 31″ est   |       |
| Château du Feillet et abords                                        | Le Mage, Moutiers-au-Perche | 3 décembre 1973   | 56              | Château : Inscrit MH (1981) | 48° 30′ 18″ nord, 0° 49′ 23″ est   |       |
| Église et presbytère                                                | Le Mage | 3 décembre 1973   | 2               | | 48° 30′ 25″ nord, 0° 48′ 11″ est   |       |
| Église et abords                                                    | Méhoudin | 20 décembre 1972  | 0,73            | | 48° 30′ 00″ nord, 0° 23′ 06″ ouest |       |
| Butte de Montgaudry                                                 | Montgaudry | 20 février 1974   | 11              | | 48° 24′ 29″ nord, 0° 24′ 04″ est   |       |
| Propriété de la Couvière                                            | Montmerrei | 14 janvier 1944   | 0,91            | | 48° 37′ 30″ nord, 0° 02′ 42″ est   |       |
| Bourg de Loisé et abords                                            | Mortagne-au-Perche | 6 décembre 1973   | 132             | | 48° 31′ 08″ nord, 0° 33′ 47″ est   |       |
| Butte de Moulins-la-Marche                                          | Moulins-la-Marche | 4 avril 1931      | 0,62            | | 48° 38′ 53″ nord, 0° 28′ 37″ est   |       |
| Motte féodale de Neauphe-sur-Dive                                   | Neauphe-sur-Dive | 24 juillet 1968   | 4               | | 48° 51′ 14″ nord, 0° 05′ 10″ est   |       |
| Église, ancien cimetière et vieilles halles de La Forêt-Auvray      | Putanges-le-Lac | 14 mai 1943       | 0,13            | Ancienne commune de La Forêt-Auvray | 48° 48′ 43″ nord, 0° 20′ 31″ ouest |       |
| Étang de la Fresnaye-au-Sauvage et abords                           | Putanges-le-Lac | 11 décembre 1942  | 28              | Ancienne commune de La Fresnaye-au-Sauvage | 48° 44′ 38″ nord, 0° 14′ 35″ ouest |       |
| Orne et ses rives                                                   | Putanges-le-Lac | 5 novembre 1943   | 6               | Ancienne commune de Putanges-Pont-Écrepin | 48° 45′ 50″ nord, 0° 14′ 42″ ouest |       |
| Église, château et bourg de Villeray                                | Sablons sur Huisne, Saint-Germain-des-Grois | 28 août 1975      | 29              | Ancienne commune de Condeau | 48° 23′ 31″ nord, 0° 50′ 02″ est   |       |
| Chêne de la ferme du Tertre                                         | Tellières-le-Plessis | 22 janvier 1931   | 0,01            | | 48° 37′ 44″ nord, 0° 23′ 53″ est   |       |